# Pamplona

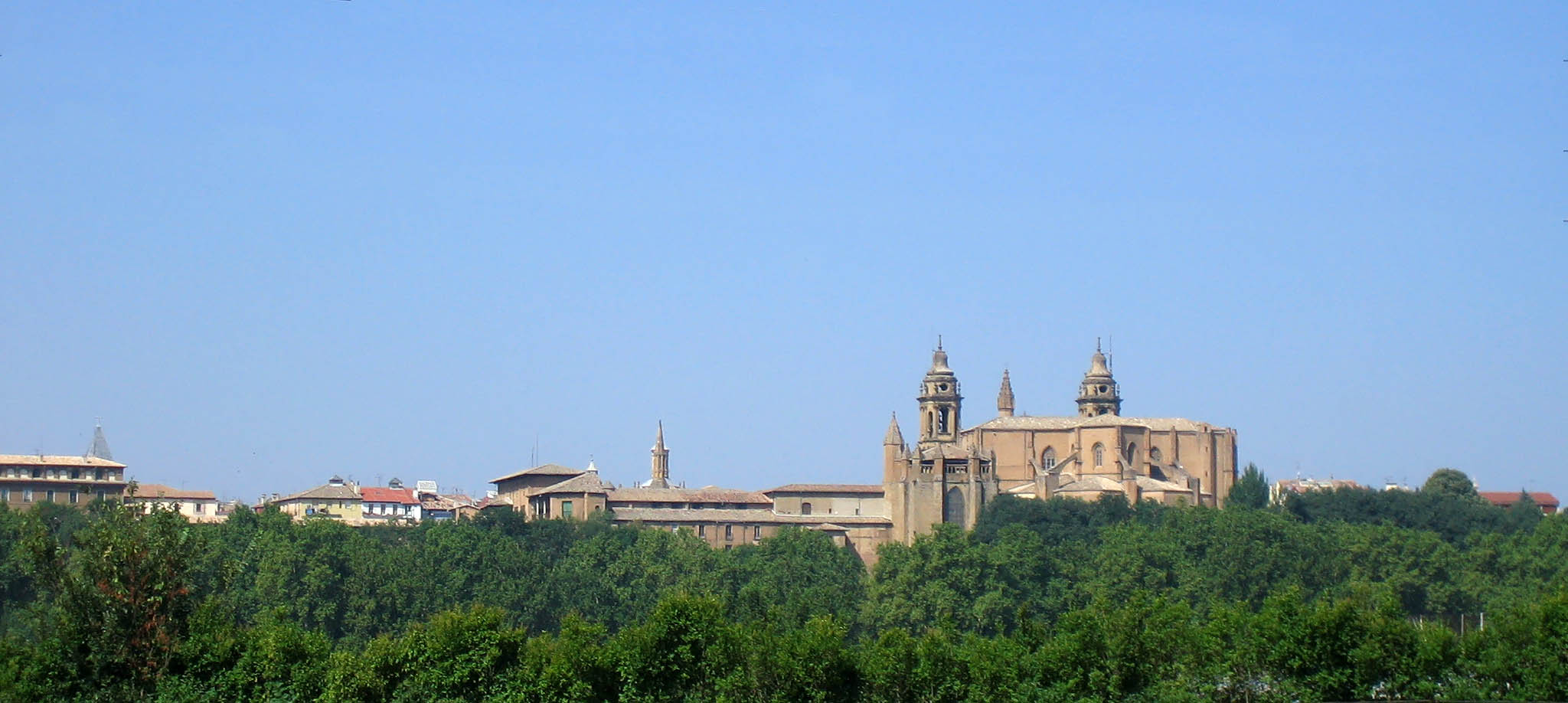
Ansicht der Altstadt von Pamplona mit Kathedrale von Osten

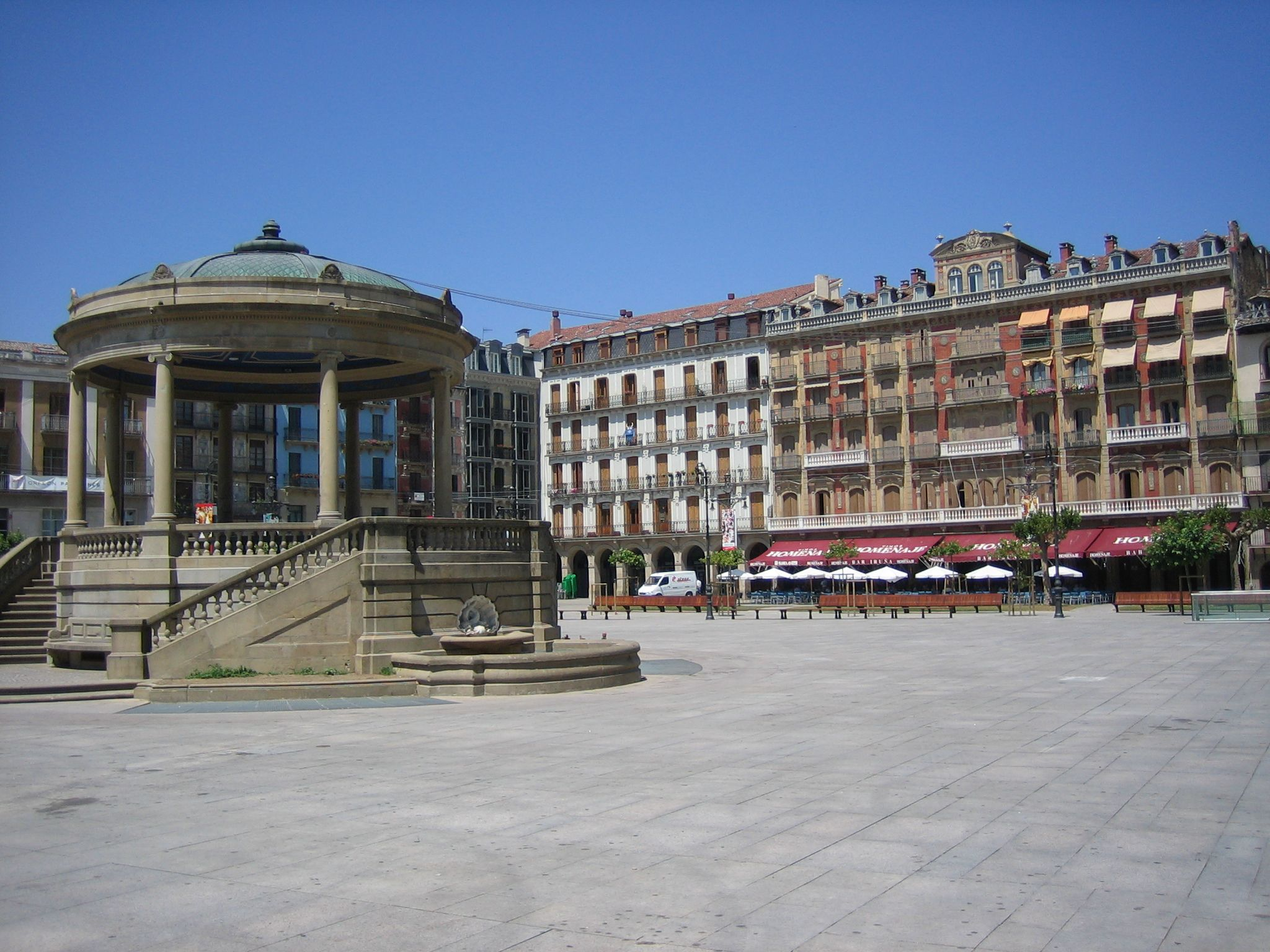
Plaza del Castillo

Pamplona (baskisch: Iruñea oder Iruña) ist die Hauptstadt der autonomen Region Navarra in Spanien.

## Geographie

### Lage
Pamplona liegt in einer kleinen Hochebene auf 449 msnm am Fluss Arga. Die Umgebung der Stadt ist bergig, der höchste Berg der Umgebung ist der Peña Izaga, ein Pyrenäen-Ausläufer mit 1353 Meter Höhe. Das Stadtbild wird von einer großen und gut erhaltenen Zitadelle und einer großen Kathedrale geprägt. Zentrum ist die Plaza del Castillo mit ihrem Ausläufer zu den alten Burgos (Märkte) vor dem Rathaus an der Plaza Consistorial.

### Klima
In Pamplona herrscht ein Übergangsklima zwischen maritimen und kontinentalem Klima. Die Sommer sind trocken und warm, die Winter eher feucht und kühl.

## Geschichte

### Überblick
74 v. Chr. wurde der Ort von Pompeius als Pompeiopolis an Stelle einer einheimischen Siedlung neu gegründet. Noch zu des Gründers Lebzeiten wurde der Name zu Pompaelo verballhornt. Die Stadt diente der Absicherung des Pyrenäenüberganges von Roncesvalles.
Pamplona wurde im Lauf seiner Geschichte mehrmals zerstört:
- 466 von den Westgoten,
- 542 von Franken,
- 778 durch Karl den Großen auf seinem Rückzug von Zaragoza/Saragossa, weil er keine befestigte Stadt im Rücken wollte,
- 924 durch Abd ar-Rahman III. und schließlich
- 1521 während des Französisch-Spanischen Krieges durch Truppen Franz I.

Ihre Lage am Jakobsweg aus Frankreich verschaffte der Hauptstadt Navarras einen Aufschwung im 11. Jahrhundert. Mit der Aufteilung dieses Landes kam die Stadt zu Spanien. Sie wurde zur Festung ausgebaut und behielt diesen Status bis in die Anfangsjahre des 20. Jahrhunderts.

### Römische Zeit
Im Winter der Jahre 75/74 v. Chr. diente die Örtlichkeit im Krieg gegen Sertorius als Lager für den römischen Feldherrn Gnaeus Pompeius Magnus. Er wird als der Gründer von Pompaelo, auch Pompelo, betrachtet, im Namen gleichbedeutend mit Pompeiopolis, woraus schließlich Pamplona wurde. Es wird angenommen, dass es die Hauptstadt der Vasconen, eines iberischen Stammes, aus dem die heutigen Basken hervorgegangen sind, war, welche diese Iruña („die Stadt“) nannten. Das römische Pompaelo lag in der Provinz Hispania Tarraconensis, an der Straße von Asturica (dem heutigen Astorga) nach Burdigala (dem heutigen Bordeaux), und es war eine civitas stipendiaria unter der Jurisdiktion des conventus (Gerichtsbezirk) von Caesaraugusta (dem heutigen Saragossa). Obgleich Pamplona kaum als eine der hervorragenden Städte des römischen Hispania betrachtet werden kann, haben neue archäologische Ausgrabungen einen ziemlich hohen Entwicklungsgrad aufgedeckt.

### Epochen bis ins Mittelalter
Nach dem Fall des römischen Reiches und während der Westgotenzeit vom vierten bis achten Jahrhundert blieben die Vasconen unabhängig, obwohl es wahrscheinlich ist, dass die befestigte Stadt Pamplona von den Westgoten – möglicherweise nur zeitweise – beherrscht wurde. Es ist auch bekannt, dass einige pamplonesische Bischöfe bei den Konzilien von Toledo erschienen. Ab 409 nahmen die Westgoten auf die Geschicke Pamplonas Einfluss. Im Jahr 542 wurde es von Franken unter Childebert I. erobert.
Seit dem 6. Jahrhundert Bischofssitz, wurde Pamplona zum Zentrum der baskischen Christianisierung.
Während des achten Jahrhunderts beherrschten Mauren und Franken mit Unterbrechungen die Stadt. Die bekannteste Episode dieser Periode war die Zerstörung der Stadtmauern, die Karl der Große nach seinem gescheiterten Feldzug nach Saragossa 778 veranlasste; er wurde später in der Schlacht von Roncesvalles besiegt. Im Jahr 781 eroberte Abd ar-Rahman I. mit seinem Heer die Stadt zurück.
Während des späten achten Jahrhunderts lavierte Pamplona mit seinem Gebiet zwischen zwei mächtigen Staaten, war aber nicht imstande, seine Herrschaft über die baskische Region dauerhaft zu sichern. Dieser Wechsel spiegelte sich auch in internen Kämpfen der baskischen Ritterschaft wider. Schließlich wurde 824 Íñigo Arista zum König in Pamplona gekrönt. Dieses Königreich stärkte seine Unabhängigkeit vom geschwächten Frankenreich und dem Kalifat von Córdoba. Während dieser Periode war Pamplona eine Art Festung. Ab 905 war es Hauptstadt des Königreichs Navarra. Nach der Zerstörung unter Abd ar-Rahman III. im Jahr 924 wurde Pamplona zum Landflecken.
Vom 11. Jahrhundert an ließ die wiederbelebte ökonomische Entwicklung Pamplonas städtisches Leben erblühen, begünstigt durch die mittelalterlichen Pilgerfahrten nach Santiago de Compostela. Die Bischöfe von Pamplona gewannen ihre kirchlich führende Rolle zurück, während in den vorhergehenden Jahrhunderten abgeschiedene Klöster, besonders das Kloster San Salvador de Leyre, wirklichen Einfluss auf die religiöse Macht hatten. Pilger auf dem Jakobsweg nach Santiago de Compostela trugen viel dazu bei, den kommerziellen und kulturellen Austausch mit dem christlichen Europa über die Pyrenäen hinweg wiederzubeleben.
Einen großen Aufschwung nahm Pamplona unter König Sancho dem Großen (1000–1035), aus dessen Politik der Öffnung des Landes und der Förderung der Pilgerei die Gründung der Frankenviertel San Nicolás und San Cernín resultierte. Zwecks Förderung der Ansiedlung gewährte er den neugegründeten Vierteln verschiedene Sonderrechte, die Fueros. Diese Privilegien entfachten den Neid der Basken in der Navarrería, dem Ur-Pamplona, und es gab blutige Fehden im Gebiet der heutigen Stadt.
Im 12. Jahrhundert vergrößerte sich der Ort um jene zwei Burgos (unabhängige Stadtbezirke), San Cernín und San Nicolás, in denen die Bevölkerung lokaler Navarresen um französische Kaufleute und Handwerker anschwoll. Das alte Pamplona und die neuen Burgos lagen fast immer im Streit miteinander. Die dramatischste Episode war die Zerstörung der Navarrería durch die anderen zwei Orte und das Massaker an seiner Bevölkerung im Jahr 1276. Der alte Ort blieb fast fünfzig Jahre lang verlassen. König Karl III. von Navarra ordnete mit dem „Privilegio de la Unión“ die Vereinigung der Städte zu einer einzigen Stadt im Jahr 1423 an. Die Einheit und Gleichheit der Bürger deklarierte er darin. Danach erfolgte der Abriss der Mauern zwischen den Vierteln, und eine neue einheitliche Stadtmauer wurde gebaut.

### Eingliederung in Kastilien und Spanien
Im Jahr 1512 wurde Südnavarra (auch Obernavarra genannt) vom Königreich Kastilien einverleibt, blieb aber darin ein autonomes Königreich mit eigenen Institutionen und Gesetzen, zuerst regiert durch den jeweiligen Herrscher Kastiliens und später durch den jeweiligen König Spaniens. Nordnavarra (auch Niedernavarra genannt), der historische Verwaltungsbezirk „Ultrapuertos“, wurde von Frankreich besetzt und ihm später eingegliedert.

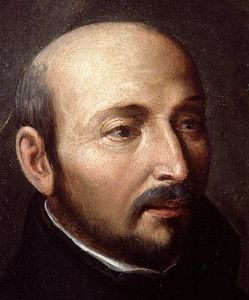
Ignaz von Loyola

Im Rahmen der Belagerung 1521 fiel der mit den kastilischen Truppen kämpfende baskische Offizier Íñigo López de Loyola durch unnachgiebigen Durchhaltewillen trotz militärisch aussichtsloser Lage auf. Beim anschließenden Beschuss seiner Bastion wurde er lebensgefährlich verletzt. Er entschloss sich während der langen Genesungszeit zu einer radikalen Änderung seines Lebens und gründete die Gesellschaft Jesu. Die „Basilica de S. Ignacio“ gedenkt der Stelle, an der Ignatius von Loyola verwundet wurde, als man den Ort gegen Heinrich II., den Grafen von Foix, 1521 verteidigte.

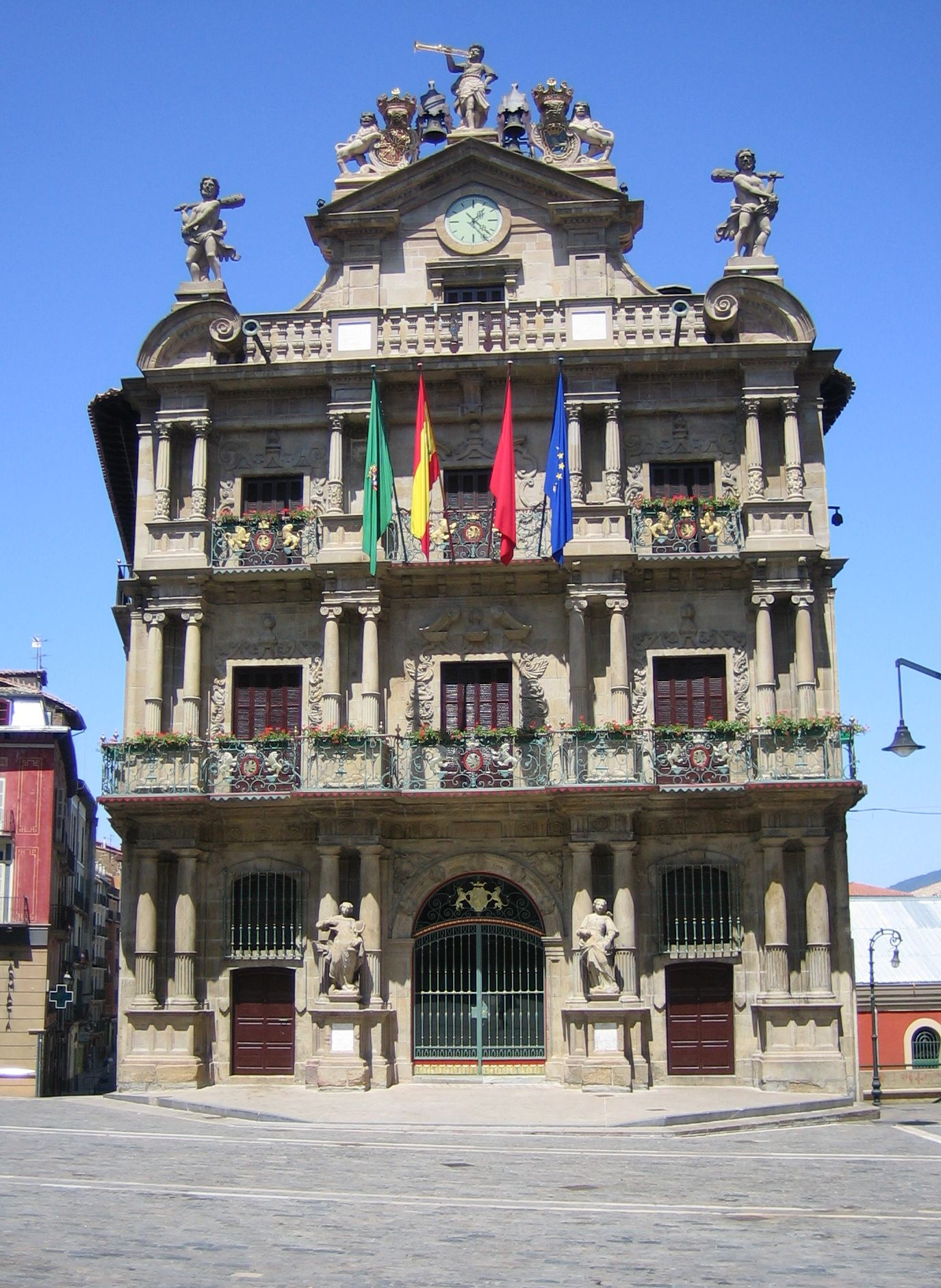
Rathaus von Pamplona

Die Zitadelle im Südwesten der Stadt wurde auf Anordnung von König Philipp II. 1571 wieder aufgebaut; Pamplona wurde zur Festung am Rand der Pyrenäen. Während des 18. Jahrhunderts wurden einige schöne Paläste in der Hauptstadt Navarras gebaut, etwa das „Casa Consistorial“ (Rathaus) im Jahr 1752. Die neoklassizistische Fassade der Kathedrale wurde nach Entwürfen von Ventura Rodriguez im Jahr 1783 gefertigt.
Die Stadt blieb von den regionalen Kriegen des 19. Jahrhunderts nicht verschont. Während der napoleonischen Kriege besetzten französische Truppen die Stadt im Jahr 1808, bis sie im Zuge der Blockade von Pamplona 1813 vertrieben wurden. Während der Carlistenkriege (1833, 1872) stützte Pamplona die Monarchie Isabellas, im Gegensatz zum dörflich geprägten Navarra, das zugunsten des Thronbewerbers Don Carlos kämpfte.

### Neuere Geschichte
In Spanisch-Marokko begann am 17. Juli 1936 der Spanische Bürgerkrieg mit dem Staatsstreich des Militärs. In Pamplona gelang es den Putschisten durch die Unterstützung von carlistischen Kräften sehr schnell, die Staatsmacht an sich zu reißen. Am Abend des 18. Juli wurde der Kommandant der Guardia Civil in Navarra, Jose Medel Rodriguez-Briones, der treu zur spanischen Regierung stand, von einem seiner Untergebenen ermordet. Des Weiteren liquidierten die Putschisten den Ortskommandanten der Guardia Civil Major Rodriguez Mendel und den Bürgermeister von Estella, Fortunato de Aguirre Luguin.
Am Tag des Putsches strömten den ganzen Tag carlistische Bauern auf den Hauptplatz der Stadt, um sich als Freiwillige zu melden. Insgesamt 1200 Requetés aus Pamplona zogen daraufhin nach Saragossa. Später brach eine weitere Einheit von 3500 Mann von Pamplona auf, um das Baskenland von Frankreich bei Irun abzuschneiden. In der Region Navarra liquidierten die Nationalisten eine große Anzahl von Republikanern. Laut Heleno Saña entspricht ihre Anzahl der männlichen Stimmen, die die Volksfront bei den Wahlen 1936 erhalten hatte.
Pamplona hat den mittelalterlichen Plan der Stadt und sein sternförmiges Fort bewahrt, aber das landwirtschaftliche Zentrum von ehedem 28.886 Einwohnern im Jahr 1900 hat sich einschließlich der Vororte besonders nach dem Spanischen Bürgerkrieg erweitert. Die Stadt ist Heimat zweier Universitäten, der privaten Universidad de Navarra, gegründet 1952 durch Josemaría Escrivá de Balaguer und eine Einrichtung von Opus Dei, sowie der staatlichen Universidad Pública de Navarra, geschaffen durch die Regierung von Navarra im Jahr 1987. Es gibt auch eine lokale Niederlassung der UNED (Universidad Nacional de Educación a Distancia).
Pamplona ist als Stadt mit einem der höchsten Lebensstandards in Spanien bezeichnet worden. Am 1. Januar 2022 betrug die Bevölkerung 203.418, eine Zunahme wegen der Einwanderung besonders aus Lateinamerika.

## Wappen
Beschreibung: In Blau unter einer goldenen Krone ein laufender silberner Löwe mit roter Bewehrung und so gefärbter Zunge. Im roten Bord die goldene Kette Navarras. Auf dem Wappen die goldene Königskrone.

## Stadtentwicklung
Wie in vielen anderen europäischen Städten ist sehr einfach zu unterscheiden, was die alte Stadt (Casco Viejo) ist und was die neuen Stadtbezirke sind. Der älteste Teil der Altstadt ist Navarrería, das der Fläche der römischen Stadt entspricht. Während des 12. Jahrhunderts wurden die Stadtbezirke Sankt Sernin (San Saturnino oder San Cernin) und Sankt Nikolaus (San Nicolás) gegründet. König Karl III. von Navarra verordnete den Zusammenschluss der drei Orte zu einem einzigen Gemeinwesen anno 1423.
Die Stadt wuchs bis ins späte 19. Jahrhundert nicht mehr in die Breite. Natürlich wuchs ihre Bevölkerung und so ihre Dichte. Die Ausbreitung der Stadt wurde vom Militär behindert, weil das Festungssystem von Pamplona strategisch wichtig für die Verteidigung der Westpyrenäen und später bei den Kämpfen gegen Carlisten entscheidend war. Es war verboten, neben den Wallanlagen zu bauen. Im Jahr 1888 wurde eine kleine Änderung des Forts erlaubt, aber sie ermöglichte gerade den Bau von sechs Häuserblöcken. Sie wurde I Ensanche (erste Erweiterung) genannt. Die Entwicklung der militärischen Technik im Ersten Weltkrieg überzeugte die spanische Regierung, dass die Wälle und das Fort von Pamplona überholt waren. Die südlichen Stadtmauern wurden abgerissen und die II Ensanche (zweite Erweiterung) wurde geplant. Ihr Plan folgte dem Modell, das von Ildefons Cerdà für Barcelona entworfen worden war. Seine Blöcke wurden zwischen den 1920er und 1950er Jahren errichtet. Es herrschten fünf bis achtstöckige Wohnanlagen vor.

## Politik
| Partei                              | 2011      | 2011  | 2007      | 2007  |
| Partei                              | Stimmen % | Sitze | Stimmen % | Sitze |
| Unión del Pueblo Navarro (UPN)      | 35,80 %   | 11    | 42,86 %   | 13    |
| Nafarroa Bai (Na-Bai)               | 22,58 %   | 7     | 26,26 %   | 8     |
| PSOE (PSN-PSOE)                     | 11,72 %   | 3     | 15,23 %   | 4     |
| Bildu EA-Alternatiba (Bildu)        | 10,88 %   | 3     | –         | –     |
| Partido Popular (PP)                | 6,72 %    | 2     | –         | –     |
| Izquierda-Ezkerra (I-E)             | 5,31 %    | 1     | –         | –     |
| Acción Nacionalista Vasca (EAE-ANV) | –         | –     | 6,06 %    | 2     |

Quelle: Spanisches Innenministerium

### Bürgermeister
| Amtszeit  | Bürgermeister             | Partei   |
| --------- | ------------------------- | -------- |
| 1979–1983 | Julián Balduz Calvo       | PSN-PSOE |
| 1983–1987 | Julián Balduz Calvo       | PSN-PSOE |
| 1987–1991 | Javier Chourraut Burguete | UPN      |
| 1991–1995 | Alfredo Jaime Irujo       | UPN-PP   |
| 1995–1999 | Javier Chourraut Burguete | CDN      |
| 1999–2003 | Yolanda Barcina Angulo    | UPN-PP   |
| 2003–2007 | Yolanda Barcina Angulo    | UPN-PP   |
| 2007–2011 | Yolanda Barcina Angulo    | UPN      |
| 2011–2015 | Enrique Maya Miranda      | UPN      |
| 2015–2019 | Joseba Asiron Sáez        | EH Bildu |
| 2019–2023 | Enrique Maya Miranda      | NA+      |
| 2023–2023 | Cristina Ibarola          | UPN      |

## Bevölkerungsentwicklung der Gemeinde
Quelle: INE-Archiv – grafische Aufarbeitung für Wikipedia

## Kultur und Sehenswürdigkeiten

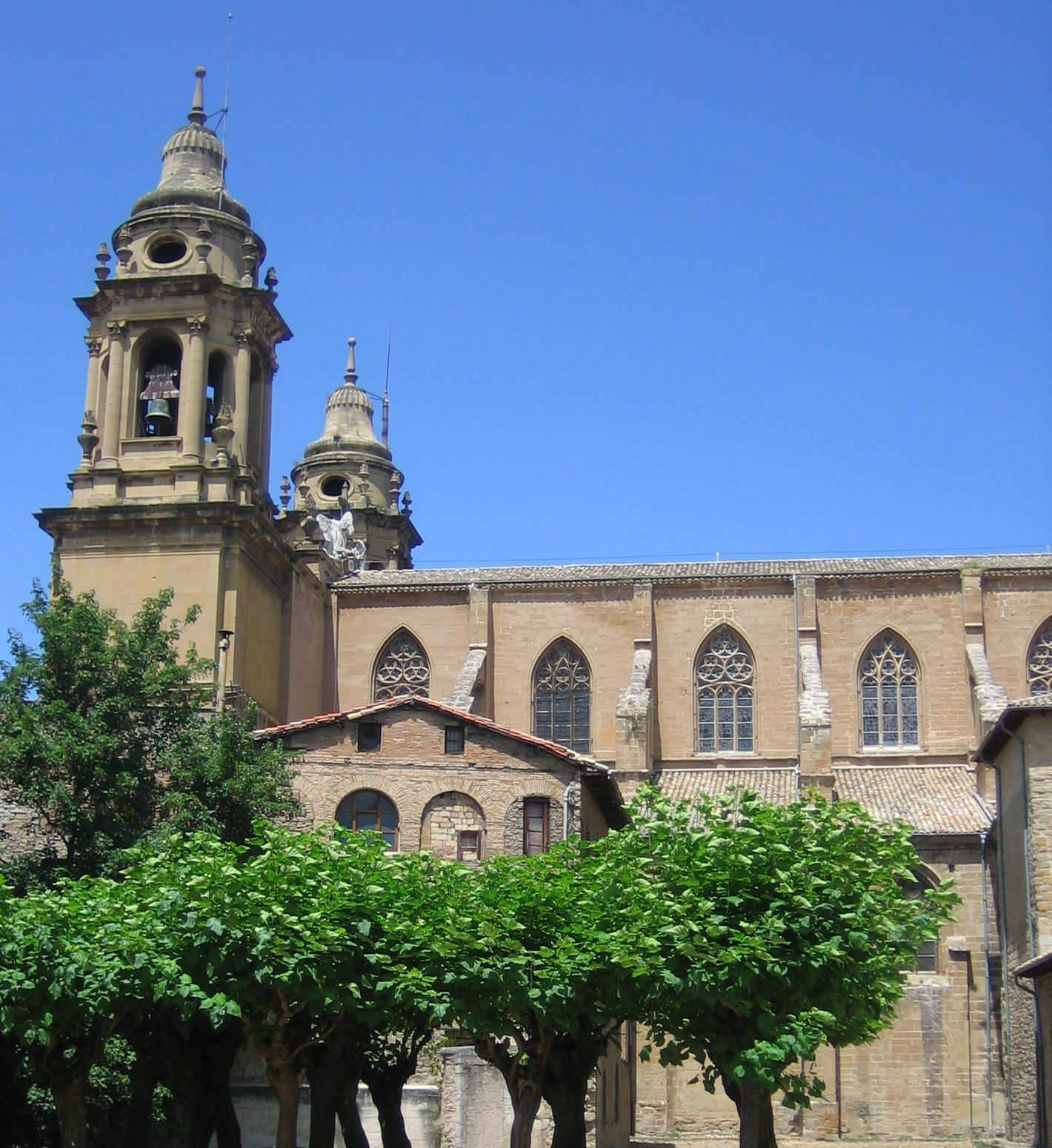
Kathedrale von Pamplona

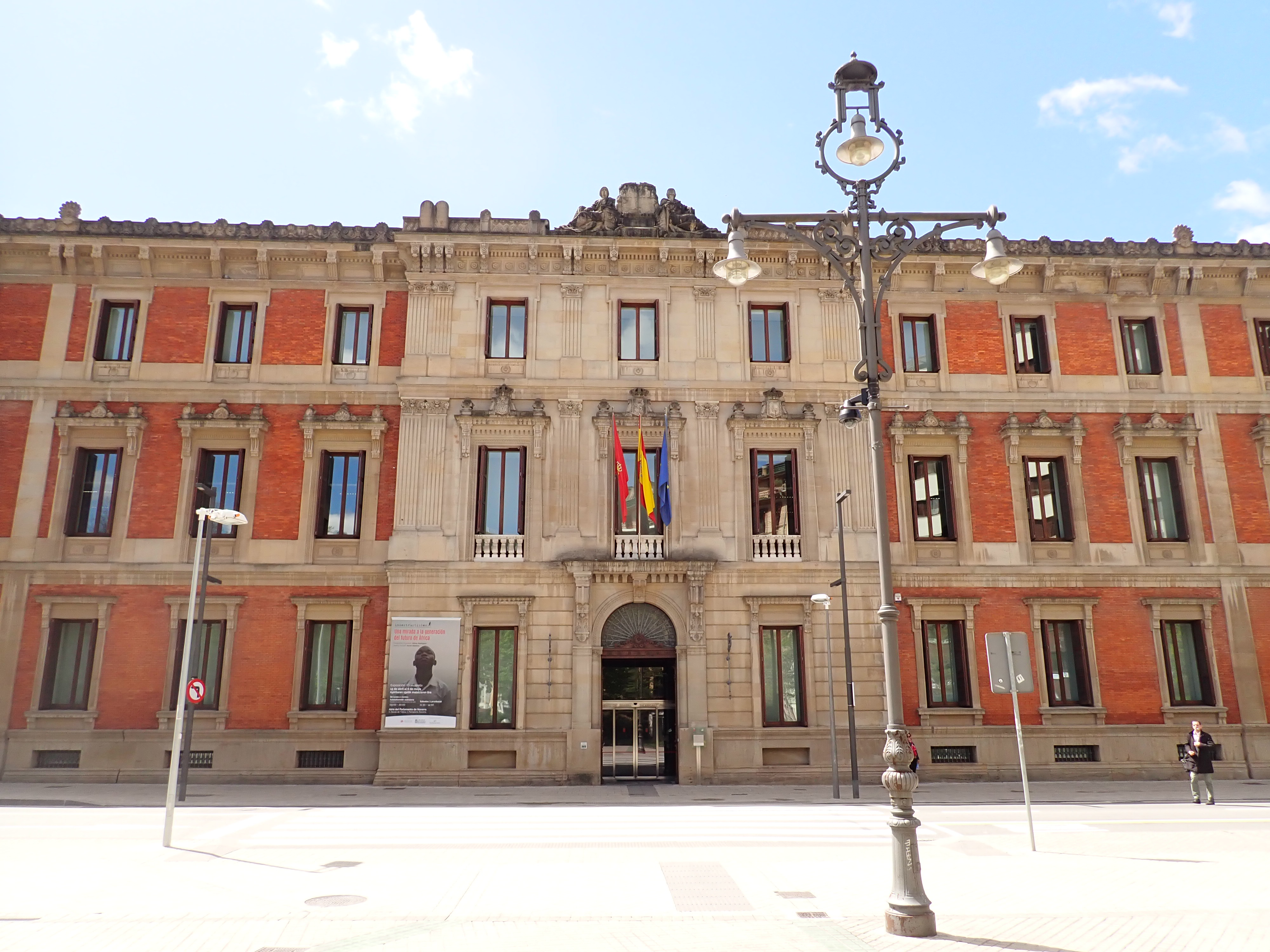
Parlament von Navarra in Pamplona, ehemaliges Justizgebäude

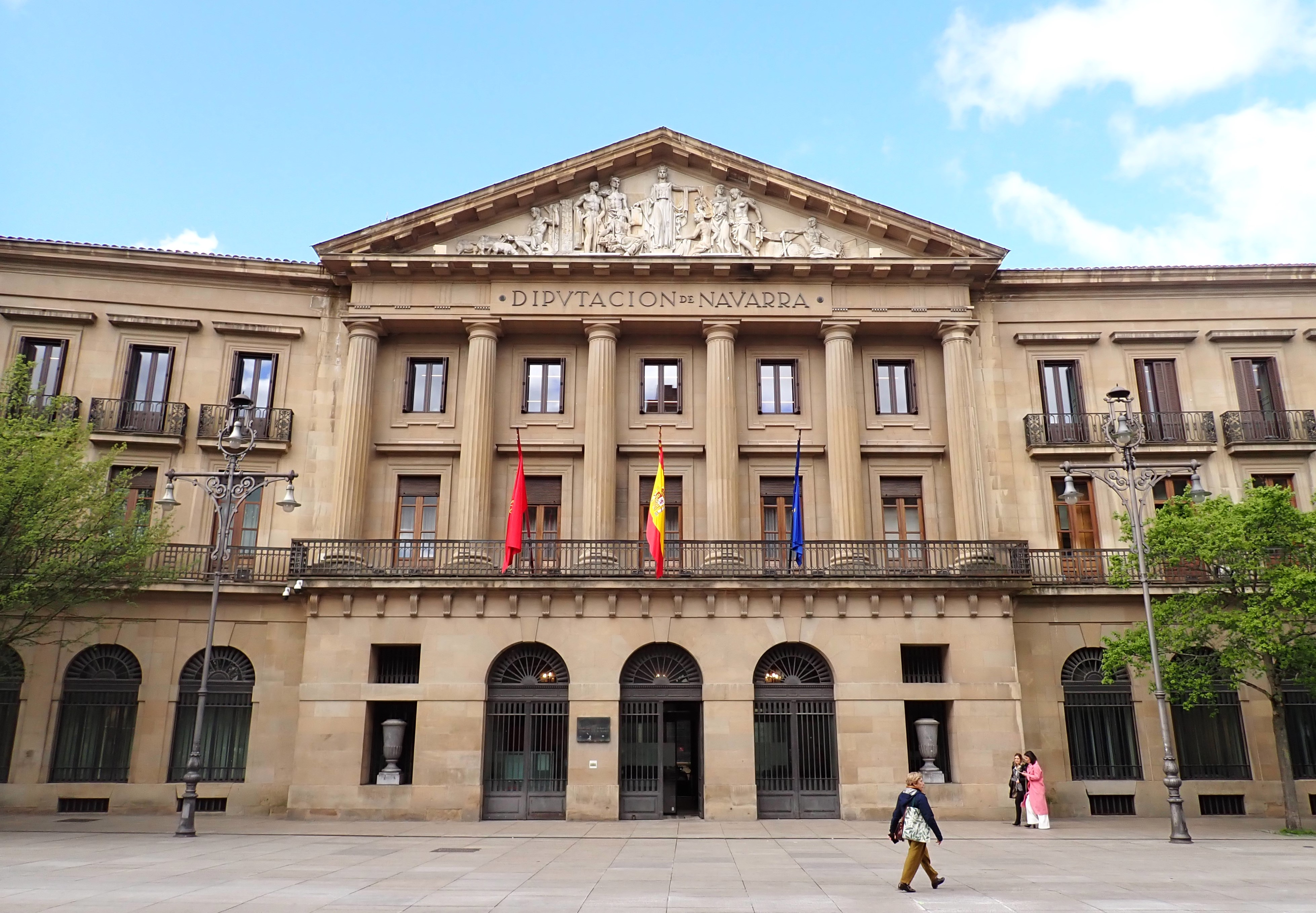
Palast von Navarra in Pamplona, Sitz der Regierung

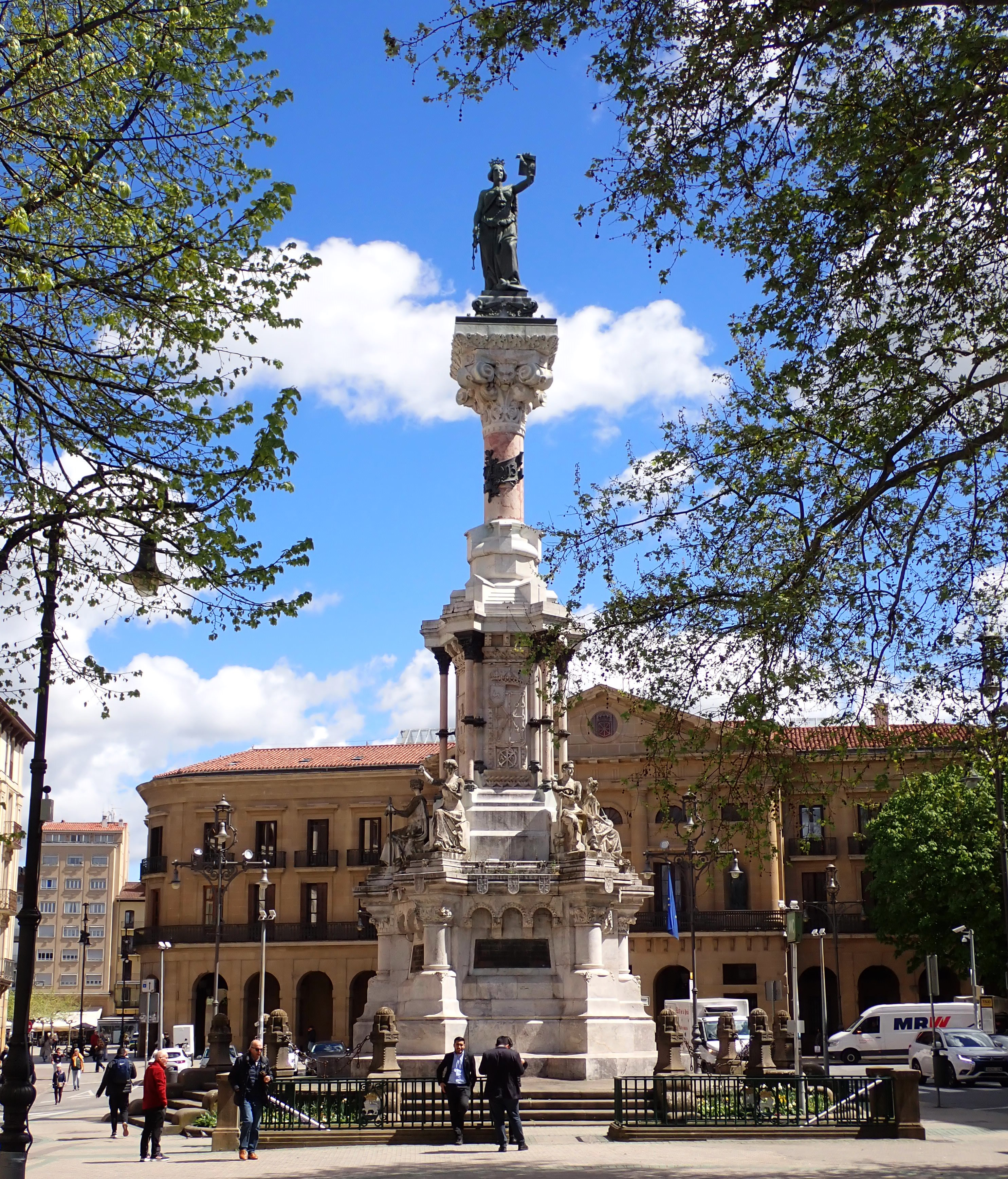
Monumento a los Fueros in Pamplona

### Bauwerke
- Gotische Kathedrale Santa Maria la Real (1387–1525) mit Kreuzgang (14. Jahrhundert) und Grab Karls III. des Edlen und seiner Frau (15. Jahrhundert)
- Museo de Navarra
- Rathaus mit barocker Fassade aus dem 18. Jahrhundert
- Parlament von Navarra, früher Justizgebäude
- Palast von Navarra, 1852 fertiggestellt, neoklassizistisch, Sitz der Regierung von Navarra
- Monumento a los Fueros, hinter dem Palast von Navarra von 1903 erinnert an die Proteste von 1893
- Magdalenenbrücke
- Frankentor
- Plaza de Toros de Pamplona
- Zitadelle aus der Renaissance (ab 1571)

### Sanfermines
Bekannt ist Pamplona vor allem für die alljährlichen Sanfermines vom 6. Juli bis 14. Juli, die traditionell zu Ehren des Patrons der Diözese von Pamplona, Firmin der Ältere von Amiens, abgehalten werden. Dazu wird San Fermín aus seiner Kapelle in der Kirche San Lorenzo in einer Prozession, bei der auch Gigantes genannte große Pappmachéfiguren mitgeführt werden, an der Kirche San Cernín vorbei zum Dom und dann wieder zur Kirche San Lorenzo überführt. Die Teilnehmer der Prozession sind weiß gekleidet und tragen rote Halstücher und Schärpen (manchmal auch Baskenmützen) zu weißem Hemd und weißer Hose.

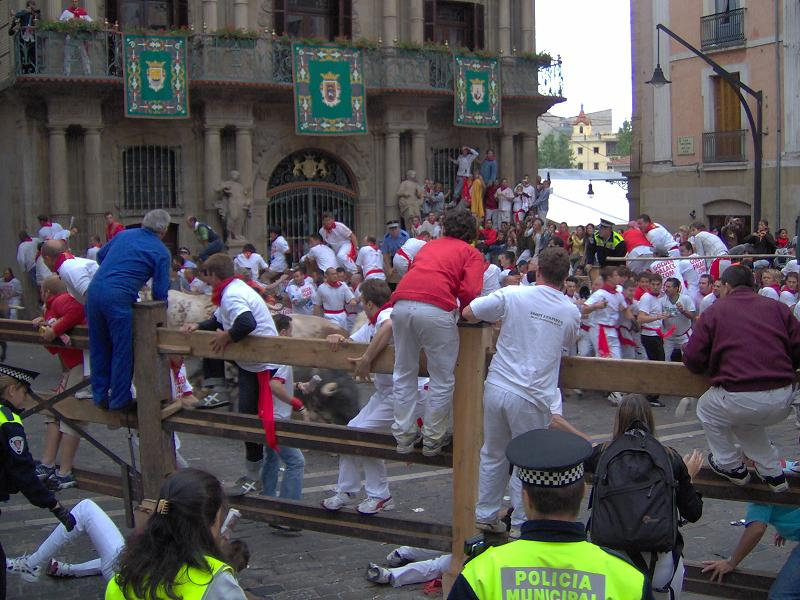
Encierro auf Höhe des Rathauses

Die größte Attraktion der Sanfermines sind noch vor den Stierkämpfen (in der Stierkampfarena bestreiten pro Tag drei Matadore jeweils zwei Stierkämpfe) die Stierläufe (spanisch encierros), die jeden Morgen um Punkt 8 Uhr – außer am Eröffnungstag – durch die Straßen Calle Santo Domingo – Plaza del Ayuntamiento – Calle Mercaderes – Calle Estafeta zwischen den am Rand der Altstadt gelegenen Ställen und der Stierkampfarena stattfinden. Die Entfernung beträgt 825 m. Der Ursprung dieses Brauches liegt in einem Viehmarkt anlässlich des Patronatsfestes, zu dem die Metzgerburschen jeden Morgen das zu verkaufende Vieh trieben.
Beim Stierlauf darf niemand stehenbleiben oder rückwärtslaufen. Ferner dürfen weder schwangere Frauen noch Kinder teilnehmen.
Die Polizei versucht, diese Regeln durchzusetzen und offensichtlich alkoholisierte Teilnehmer zu entfernen. Trotzdem werden jedes Jahr zahlreiche Teilnehmer verletzt. Seit 1924 wurden 15 Menschen beim Stierlauf getötet. Wenn das Rennen beendet ist, werden die Tiere in der Arena am Abend getötet.
Ähnlich wie der Stierkampf ist auch der Encierro zwischen Anhängern und Gegnern stark umstritten. Eine spektakuläre Aktion startete beispielsweise die Tierrechtsvereinigung PETA mit einem Nacktlauf, zwei Tage vor den Sanfermines, bei dem bis zu 1000 PETA-Aktivisten nackt durch Pamplona liefen.

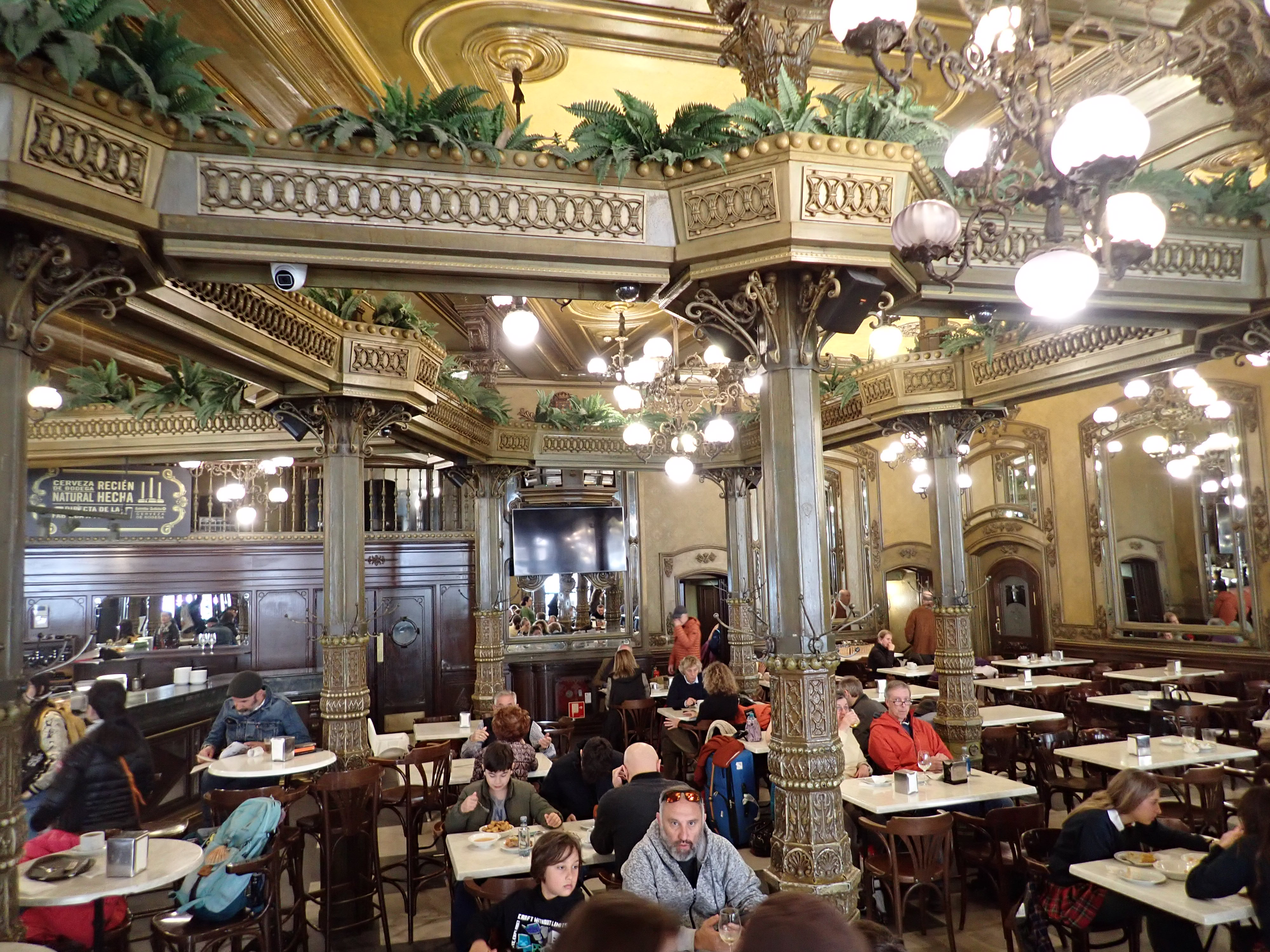
Cafe Iruna in Pamplona

Ernest Hemingway machte durch seinen Roman Fiesta nicht nur die Stierläufe, sondern auch die ihn faszinierende Stadt weltberühmt. Das Café Iruña, das in Fiesta eine Hauptrolle spielt, hat Hemingway einen ganzen Schankraum gewidmet mit einer lebensgroßen Bronzestatue des Schriftstellers.

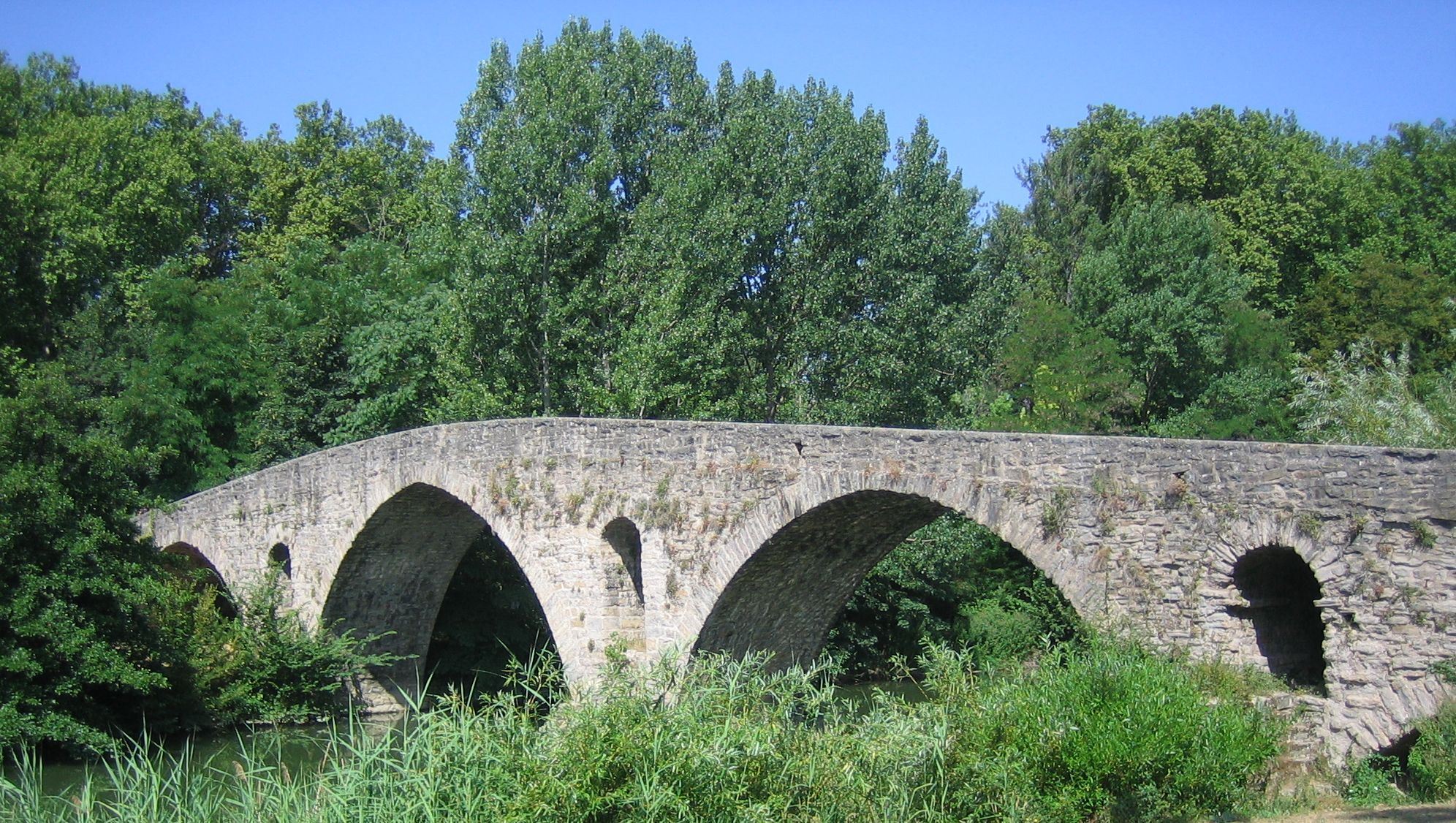
Magdalenenbrücke über den Río Arga

An der Avenida Carlos III. El Noble steht eine monumentale Plastik des Bildhauers Rafael Huerta (1928–2022) aus Bilbao, das Monumento al Encierro, aus dem Jahr 1994, das im naturalistischen Stil zehn männliche Läufer abbildet, die sechs wütenden Stieren zu entkommen versuchen. In einem der Läufer hat sich der Künstler selbst verewigt.

### Jakobsweg

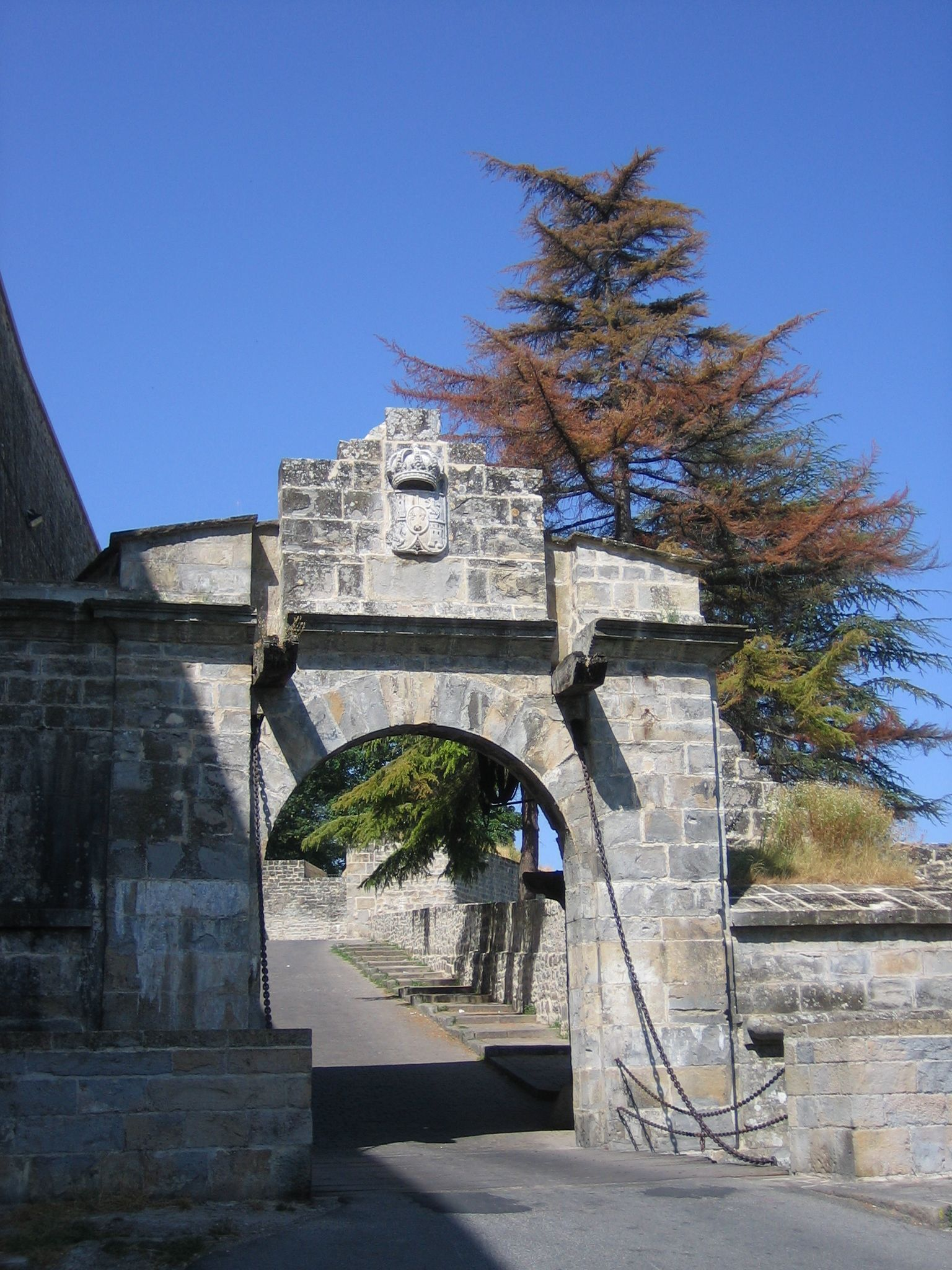
Eingang nach Pamplona durch das Frankentor

Durch Pamplona führt der navarrische Zweig des Jakobswegs, deshalb sind besonders in den Sommermonaten viele Pilger in der Stadt anzutreffen. Die Pilger überqueren den Río Arga auf der mittelalterlichen Magdalenenbrücke (Puente Magdalena), passieren die gewaltigen Festungsanlagen und kommen durch das Frankentor (Puerta Fráncia) in die Altstadt von Pamplona.
Unmittelbar nach Überquerung der Magdalenenbrücke findet der Pilger etwa 300 Meter flussaufwärts die von den Jakobusfreunden Paderborn betriebene Pilgerherberge Casa Paderborn direkt am Ufer des Río Arga.
In der Altstadt nahe der Kathedrale gibt es noch die städtische Pilgerherberge Jesús y María.

## Sport
- Club Atlético Osasuna, Fußballverein. Das Stadion von Osasuna heißt Reyno de Navarra (vormals El Sadar).
- Sociedad Cultural Deportivo Recreativa Anaitasuna, Handballverein. Die Spiele werden im Pabellón Universitario de Navarra ausgetragen.

## Wirtschaft
Von besonderer wirtschaftlicher Bedeutung ist das Automobilwerk der Volkswagen Navarra S.A. am westlichen Stadtrand in Landaben, das zum Volkswagen-Konzern gehört und 4795 Menschen beschäftigt (Stand 2010). Neben der Motorenfertigung wurde dort zwischen 1984 und 2024 der VW Polo gebaut. Im Jahr 2010 wurden in Pamplona 336.336 VW-Polo und 181.962 Motoren hergestellt.
Im Industriegebiet Los Agostinos befindet sich ein Liebherr-Werk (Liebherr Industrias Metálicas, S.A.), das Kräne und Fahrmischer produziert.

## Infrastruktur

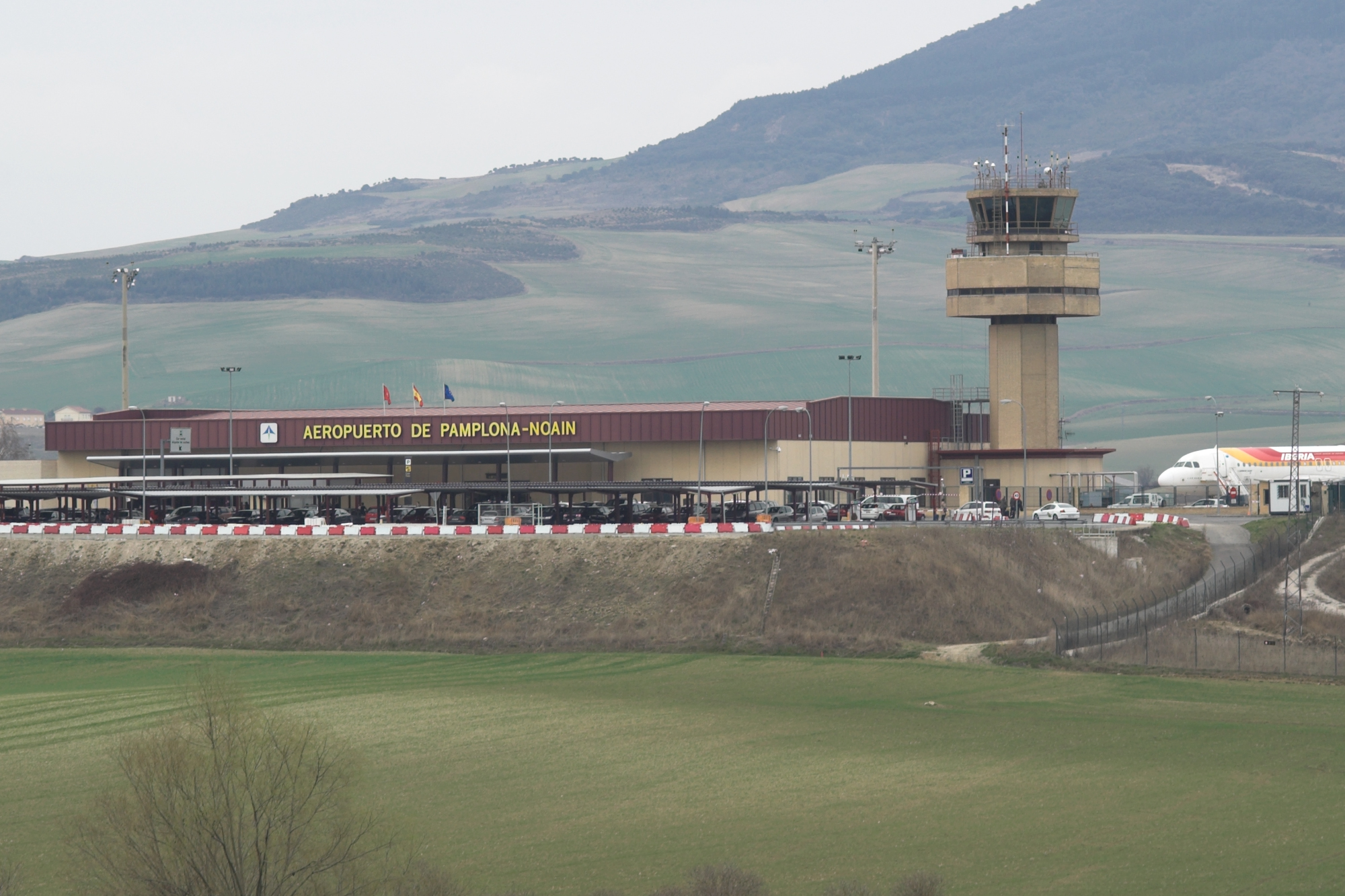
Flughafen Pamplona

Die Stadt ist mit Auto, Bus, Bahn und über den navarrischen Zweig des Jakobswegs zu erreichen.
Außerdem verfügt sie über den Regionalflughafen Noain. Es handelt sich dabei um einen kleinen Flughafen, der meist nur von Madrid, Barcelona und Lissabon angeflogen wird.

## Bildungswesen
Pamplona besitzt drei Universitäten, als älteste die Universität Navarra, die 1952 von Mitgliedern der katholisch-konservativen Organisation Opus Dei gegründet wurde, die staatliche Universidad Pública de Navarra (UPNA), gegründet 1987, und ein der spanischen Fernuniversität Universidad Nacional de Educación a Distancia (UNED) assoziiertes Bildungszentrum, an dem seit über 20 Jahren berufsbegleitende Studiengänge belegt werden können.

## Partnerstädte
- Bayonne (1960)
- Yamaguchi (1980)
- Paderborn (1992)
- Pamplona (2001)

## Persönlichkeiten, die in der Stadt gewirkt haben
- Ignatius von Loyola (1491–1556), Mitbegründer und Gestalter der später auch als Jesuitenorden bezeichneten Gesellschaft Jesu
- Ernest Hemingway (1899–1961), Schriftsteller

## Söhne und Töchter der Stadt
- Firmin der Ältere von Amiens (* circa 272; † circa 303), erster Bischof von Amiens, Märtyrer und Heiliger
- Martín de Rada (1533–1578), Missionar
- Pablo de Sarasate (1844–1908), virtuoser Geiger und Komponist
- Arturo Campión (1854–1937), Schriftsteller
- Víctor Eusa (1894–1990), Architekt
- Teófilo Ibáñez (1907–1986), argentinischer Tangosänger und -komponist
- Jaime Lazcano (1909–1983), Fußballspieler
- Alfredo Landa (1933–2013), Schauspieler
- Pedro Osinaga (* 1936), Schauspieler
- María Concepción García Gainza (* 1937), Kunsthistorikerin
- Carlos Garaikoetxea (* 1938), baskischer Politiker
- Miguel José Asurmendi Aramendia (1940–2016), katholischer Ordensgeistlicher und Bischof von Vitoria
- José Luis Azcona Hermoso (1940–2024), katholischer Ordensgeistlicher und Prälat von Marajó
- Jesús Esteban Sádaba Pérez (* 1941), katholischer Ordensgeistlicher, emeritierter Apostolischer Vikar von Aguarico in Ecuador
- Juan Cruz Alli (* 1942), Politiker
- José Luis Lacunza Maestrojuán (* 1944), panamaischer Bischof und Kardinal
- Joaquín Mariano Sucunza (* 1946), katholischer Geistlicher, Weihbischof in Buenos Aires
- Miguel Angel Olaverri Arroniz (* 1948), Ordensgeistlicher und Erzbischof von Pointe-Noire im Kongo
- Javier Rojo (* 1949), Politiker
- Javier Colina (* 1960), Musiker
- Francisco Javier Equisoain (* 1962), Handballspieler und -trainer
- Miguel Indurain (* 1964), 5-facher Sieger der Tour de France
- Serafín Zubiri (* 1964), Sänger
- Jon Andoni Goikoetxea (* 1965), Fußballspieler
- Álvaro Chordi Miranda (* 1967), katholischer Geistlicher und Weihbischof in Santiago de Chile
- François-Xavier Bustillo (* 1968), Ordensgeistlicher, Bischof von Ajaccio, Kardinal
- Alberto Martín (* 1970), Handballspieler
- Najwa Nimri (* 1972), Liedermacherin und Schauspielerin
- Cristina Torrens Valero (* 1974), Tennisspielerin
- Francisco Puñal Martínez (* 1975), Fußballspieler
- Javier López Vallejo (* 1975), Fußballtorwart
- Tiko (* 1976), Fußballspieler
- Manuel Almunia (* 1977), Fußballtorwart
- Jesús María Lacruz (* 1978), Fußballspieler
- Juantxo Elía Vallejo (* 1979), Fußballtorwart
- Gorka Iraizoz (* 1981), Fußballtorwart
- Naiara Egozkue (* 1983), Handballspielerin
- Javier Flaño Bezunartea (* 1984), Fußballspieler
- Miguel Flaño Bezunartea (* 1984), Fußballspieler
- Fernando Llorente (* 1985), Fußballspieler
- Raúl García Escudero (* 1986), Fußballspieler
- Nacho Monreal (* 1986), Fußballspieler
- Nerea Pena (* 1989), Handballspielerin
- Enrique Sanz (* 1989), Radrennfahrer
- César Azpilicueta Tanco (* 1989), Fußballspieler
- Juan Peralta Gascon (* 1990), Bahnradsportler
- Iosu Goñi (* 1990), Handballspieler
- Adriana Maldonado López (* 1990), Politikerin
- Iker Muniain (* 1992), Fußballspieler
- Alberto Munárriz (* 1994), Wasserballspieler
- Antonio Bazán Legasa (* 1996), Handballspieler
- Mikel Merino (* 1996), Fußballspieler
- Urko Berrade (* 1997), Radrennfahrer
- Manu Quijera (* 1998), Leichtathlet
- Amaia (* 1999), Sängerin
- Asier Martínez (* 2000), Hürdenläufer
- Oihan Sancet (* 2000), Fußballspieler
- Aimar Oroz (* 2001), Fußballspieler
- Clara Galle (* 2002), Schauspielerin und Model
- Iñaki Montes de la Torre (* 2002), Tennisspieler
- Nico Williams (* 2002), spanisch-ghanaischer Fußballspieler
- Nico Serrano (* 2003), Fußballspieler